# Scottish League Challenge Cup 1997/98
Der Scottish League Challenge Cup wurde 1997/98 zum 8. Mal ausgespielt. Der schottische Fußballwettbewerb, der offiziell als Challenge Cup ausgetragen wurde, begann am 9. August 1997 und endete mit dem Finale am 2. November 1997 im Fir Park von Motherwell. Der als Titelverteidiger antretende FC Stranraer schied im diesjährigen Viertelfinale gegen den späteren Sieger Falkirk aus dem Wettbewerb aus. Der FC Falkirk gewann das Finale gegen Queen of the South durch ein Tor von David Hagen mit 1:0. Durch den Erfolg konnte der Verein zu Hamilton Academical als Rekordsieger des Turniers aufschließen. Am Wettbewerb nahmen die Vereine der Scottish Football League teil.

## 1. Runde
Ausgetragen wurden die Begegnungen zwischen dem 9. und 13. August 1997.
|                     | Ergebnis        |                       |
| ------------------- | --------------- | --------------------- |
| FC Stranraer        | 4:4 (?:? i. E.) | FC Arbroath           |
| Ayr United          | 3:0             | FC Queen’s Park       |
| Berwick Rangers     | 1:0             | FC Montrose           |
| FC Clyde            | 2:4             | Raith Rovers          |
| FC Cowdenbeath      | 0:1             | FC Clydebank          |
| FC Dumbarton        | 0:2             | FC Falkirk            |
| FC East Fife        | 1:0 n. V.       | FC St. Mirren         |
| Forfar Athletic     | 2:1             | FC East Stirlingshire |
| Hamilton Academical | 2:1             | Partick Thistle       |
| Greenock Morton     | 3:1             | Albion Rovers         |
| FC Stenhousemuir    | 1:1 (?:? i. E.) | FC Livingston         |
| Airdrieonians FC    | 1:0             | FC Dundee             |
| Inverness CT        | 0:2             | Queen of the South    |
| Stirling Albion     | 2:1             | Alloa Athletic        |

## 2. Runde
Ausgetragen wurden die Begegnungen am 26. August 1997.
|                     | Ergebnis |                  |
| ------------------- | -------- | ---------------- |
| Ayr United          | 0:1      | FC Clydebank     |
| Berwick Rangers     | 1:4      | Airdrieonians FC |
| Brechin City        | 2:1      | FC Livingston    |
| FC Falkirk          | 3:1      | Forfar Athletic  |
| Hamilton Academical | 2:1      | FC East Fife     |
| Queen of the South  | 2:0      | Stirling Albion  |
| Raith Rovers        | 0:1      | FC Stranraer     |
| Ross County         | 1:2      | Greenock Morton  |

## Viertelfinale
Ausgetragen wurden die Begegnungen zwischen dem 2. und 5. September 1997.
|                     | Ergebnis |                  |
| ------------------- | -------- | ---------------- |
| Queen of the South  | 3:2      | Airdrieonians FC |
| FC Falkirk          | 3:0      | FC Stranraer     |
| Greenock Morton     | 1:0      | FC Clydebank     |
| Hamilton Academical | 4:0      | Brechin City     |

## Halbfinale
Ausgetragen wurden die Begegnungen am 15. und 17. September 1997.
|                     | Ergebnis |                    |
| ------------------- | -------- | ------------------ |
| Hamilton Academical | 1:2      | FC Falkirk         |
| Greenock Morton     | 0:2      | Queen of the South |

## Finale
| FC Falkirk                                                      | FC Falkirk | Queen of the South | Queen of the South |
| --------------------------------------------------------------- | --- | --- | ------------------ |
| FC Falkirk                                                      | \| Finale \| \| 2. November 1997 um 15:00 Uhr Ortszeit in Motherwell (Fir Park) \| \| Ergebnis: 1:0 (0:0) \| \| Zuschauer: 9.735 \| \| Schiedsrichter: R.T. Tait \| \| Spielbericht \|                         | \| Finale \| \| 2. November 1997 um 15:00 Uhr Ortszeit in Motherwell (Fir Park) \| \| Ergebnis: 1:0 (0:0) \| \| Zuschauer: 9.735 \| \| Schiedsrichter: R.T. Tait \| \| Spielbericht \|                                                                   | Queen of the South |
| FC Falkirk                                                      | Paul Mathers – Martyn Corrigan, Jamie McGowan, Scott MacKenzie, Kevin James – Neil Berry, Kevin McAllister, Albert Craig, Paul McGrillen (74. Marino Keith) – David Moss, David Hagen Cheftrainer: Alex Totten | David Mathieson – David Kennedy, Andy Aitken, George Rowe, Jim Thomson – Derek Townsley, Marc Cleeland (74. Craig Irving), Tommy Bryce, Stevie Mallan – Ken Eadie (48. Craig Flannigan), Des McKeown (83. Jamie McAllister) Cheftrainer: Rowan Alexander | Queen of the South |
| FC Falkirk                                                      | 1:0 David Hagen (65.) | | Queen of the South |
| FC Falkirk                                                      | Ken Eadie, Derek Townsley | | Queen of the South |
| Finale                                                          | | |                    |
| 2. November 1997 um 15:00 Uhr Ortszeit in Motherwell (Fir Park) | | |                    |
| Ergebnis: 1:0 (0:0)                                             | | |                    |
| Zuschauer: 9.735                                                | | |                    |
| Schiedsrichter: R.T. Tait                                       | | |                    |
| Spielbericht                                                    | | |                    |